# Březůvky
Březůvky (německy Bresuwek) jsou obec v okrese Zlín ve Zlínském kraji. Žije zde 775 obyvatel.

## Historie
První písemná zmínka o obci pochází z roku 1406.

## Obyvatelstvo
| Rok            | 1869 | 1880 | 1890 | 1900 | 1910 | 1921 | 1930 | 1950 | 1961 | 1970 | 1980 | 1991 | 2001 | 2011 | 2021 |
| -------------- | ---- | ---- | ---- | ---- | ---- | ---- | ---- | ---- | ---- | ---- | ---- | ---- | ---- | ---- | ---- |
| Počet obyvatel | 464  | 530  | 552  | 638  | 700  | 674  | 693  | 767  | 791  | 745  | 686  | 634  | 629  | 655  | 693  |
| Počet domů     | 92   | 110  | 119  | 126  | 133  | 135  | 141  | 159  | 171  | 186  | 193  | 232  | 240  | 255  | 258  |

## Obecní správa

### Obecní symboly
Znak a vlajka byly obci uděleny rozhodnutím předsedy Poslanecké sněmovny Parlamentu České republiky dne 27. března 2000.

## Pamětihodnosti
- Kaple svaté Anežky České

## Galerie

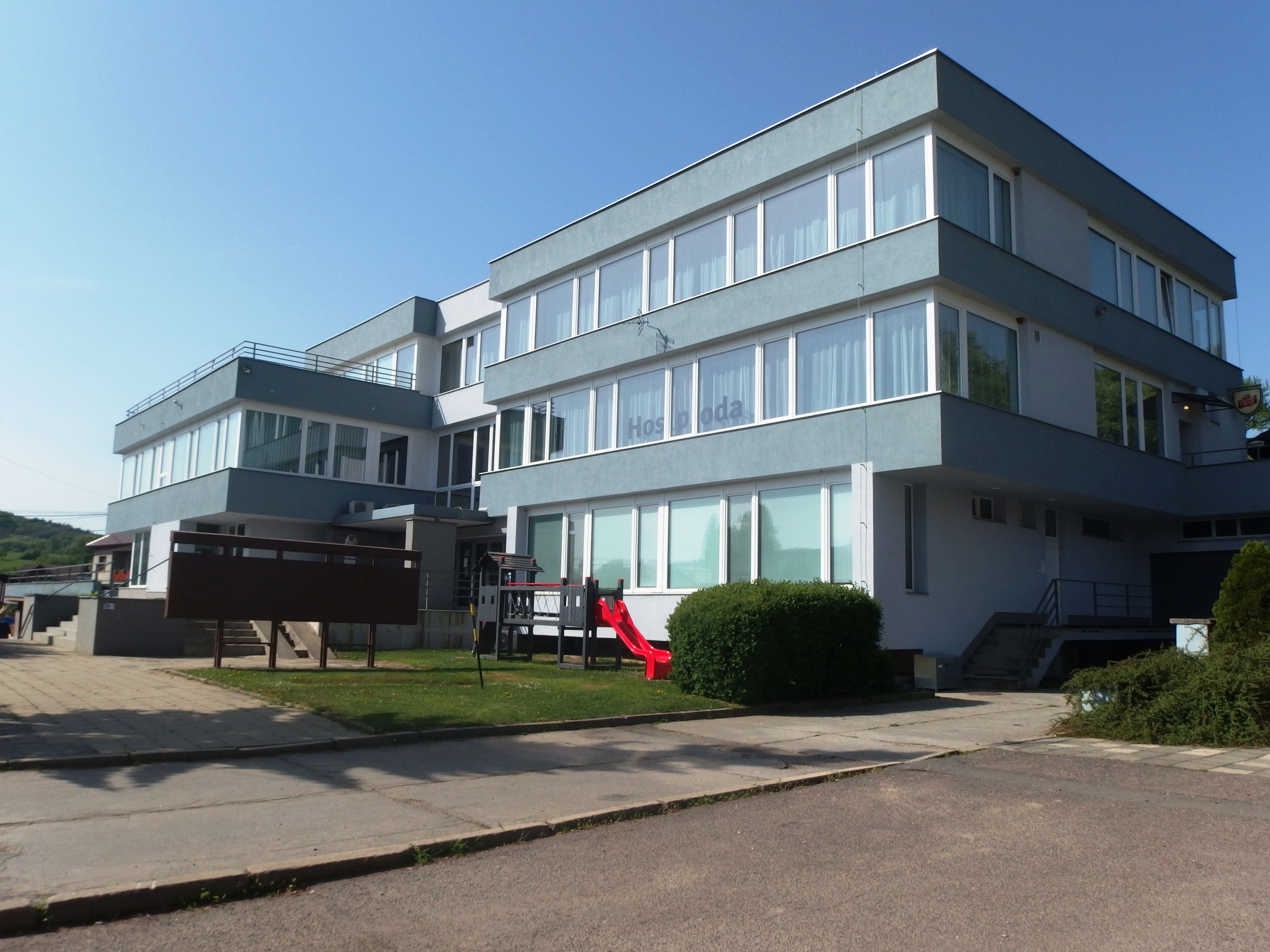
Obecní úřad
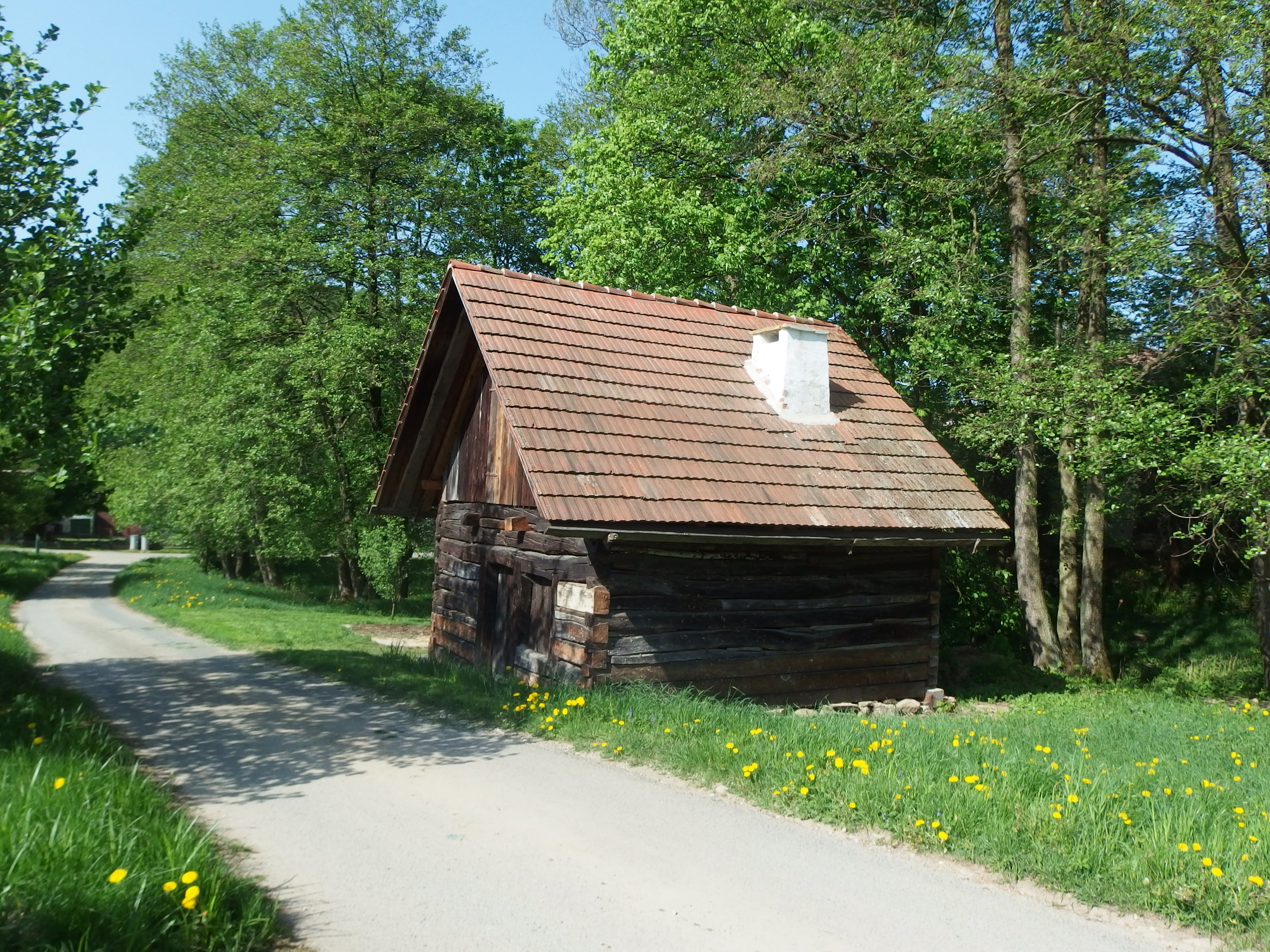
Bývalá polní kovárna z 19. století
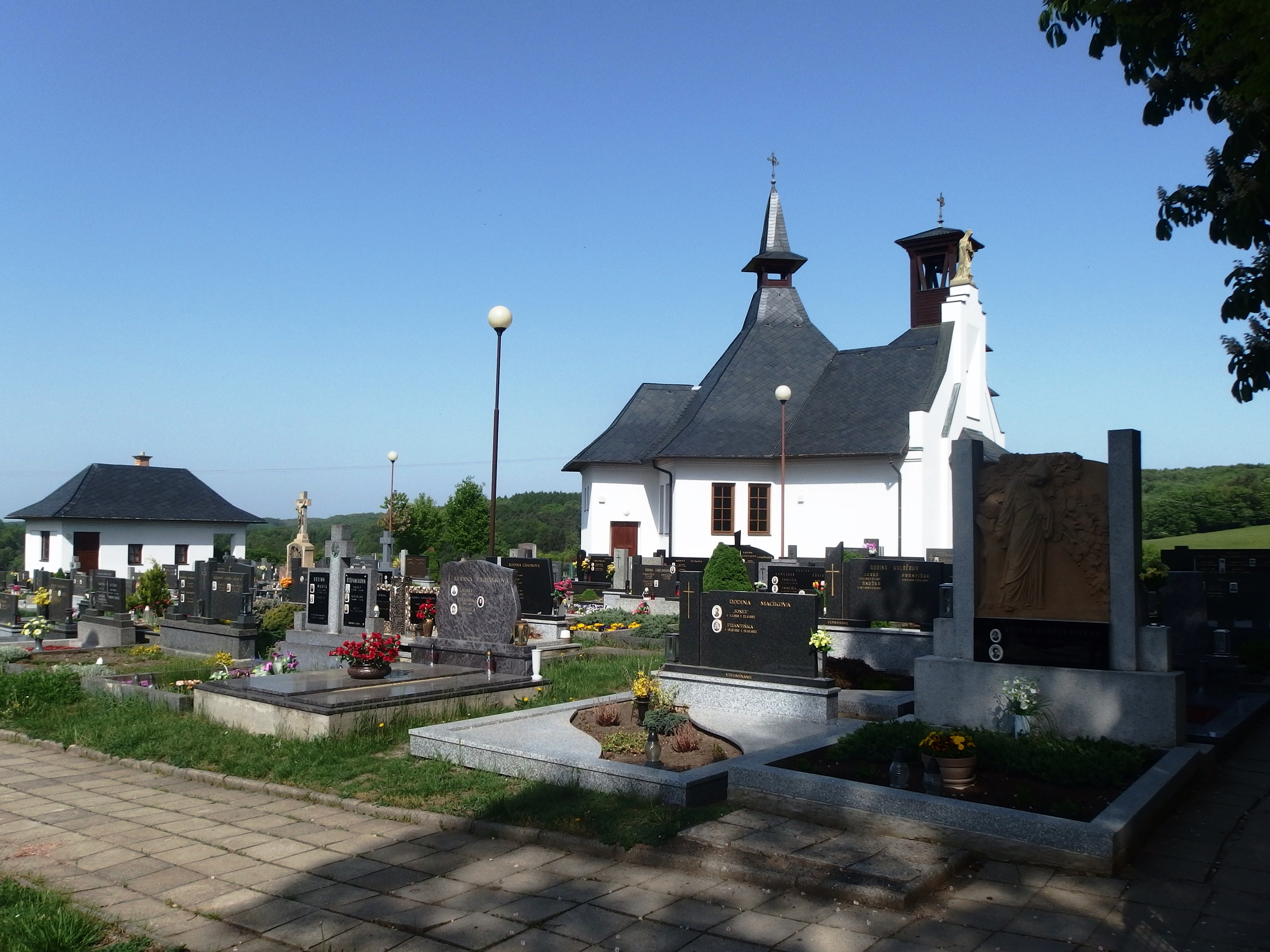
Hřbitov s kaplí svaté Anežky České
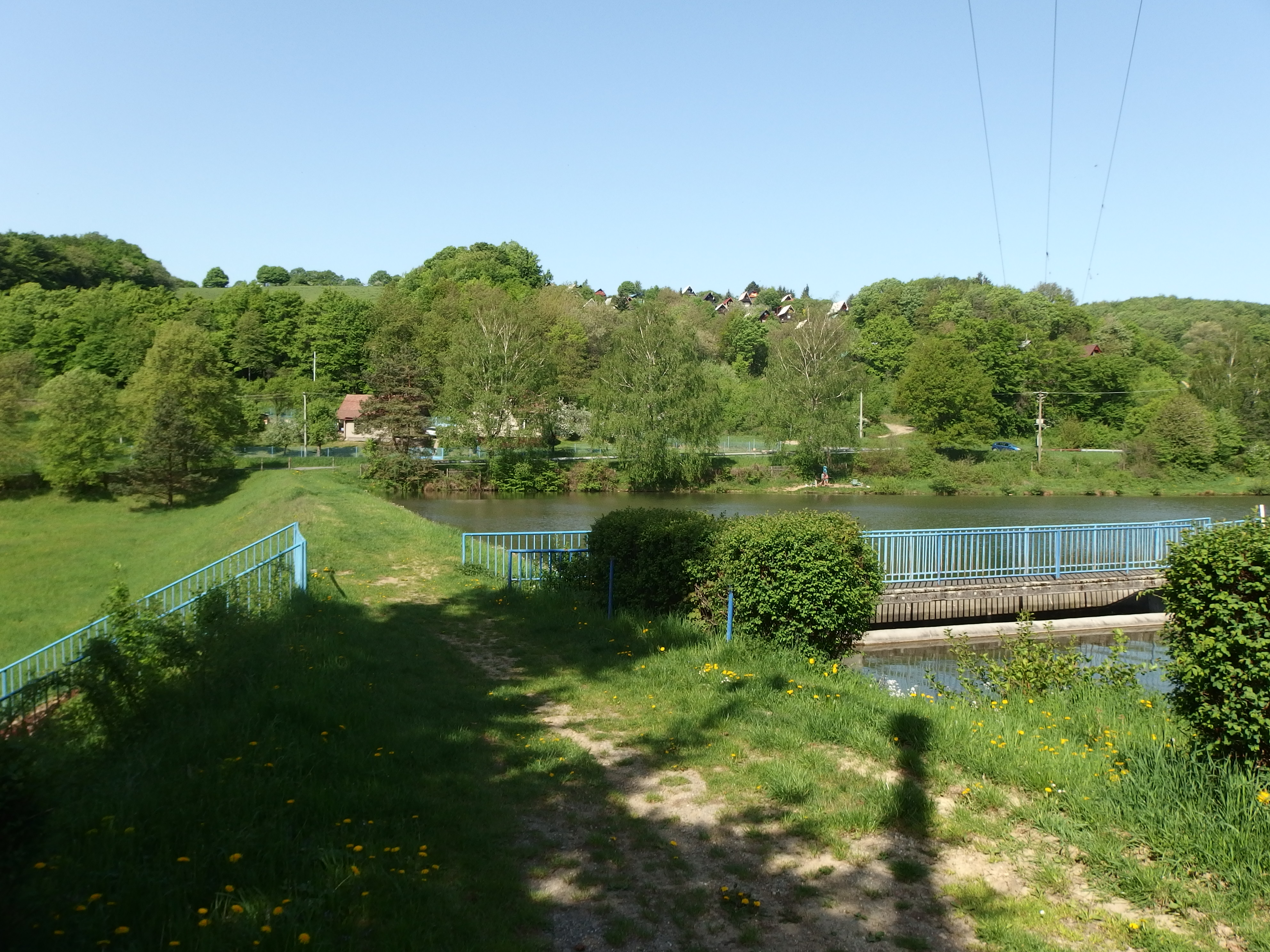
Hráz rybníka Kapřín